# 野上義二

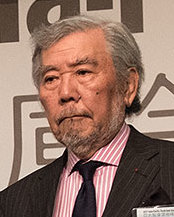
野上 義二

野上 義二（のがみ よしじ、1942年6月19日 - ）は、日本の外交官。外務事務次官、駐英大使を務めた。
2009年より2018年まで日本国際問題研究所理事長兼所長。他に、一般社団法人日英協会副会長、公益財団法人東芝国際交流財団理事、公益財団法人世界平和研究所評議員、特定非営利活動法人東京2020五輪招致委員会理事などを務める。

## 来歴
東京都出身。1961年、東京都立日比谷高等学校卒業。高校時代はラグビー部で全国大会ベスト8に進出した。1966年東京大学教養学部教養学科卒業、外務省入省。
英語研修（在米国）、在タイ大使館三等書記官、通商産業省出向、経済局国際機関第一課、OECD代表部一等書記官、在タンザニア大使館一等書記官を経て、1982年6月経済協力局国際機構課長、1983年1月経済局国際機関第二課長、1984年7月経済局国際機関第一課長、1985年7月在アメリカ合衆国大使館参事官、1988年 11月日本国際問題研究所所長代行、1991年2月大臣官房外務参事官兼中近東アフリカ局、1992年7月大臣官房審議官兼中近東アフリカ局、1993年8月兼総合外交政策局（免兼中近東アフリカ局）、1994年8月香港総領事。
1996年、経済局長。1997年、OECD代表部大使。1999年、外務審議官（経済担当）。2000年に沖縄県名護市の万国津梁館で開催された九州・沖縄サミットではシェルパ（首脳個人代表）を務めた。
2001年8月10日、外務事務次官の川島裕が更迭される。同日、その後任に就任。次官在任時はその風貌から「ヒゲの次官」とマスコミにより渾名（あだな）された。総理大臣官邸と意思疎通を交わす中で、東京で開かれたアフガニスタン復興会議でのNGO処遇の事務当局の不手際もあって、外務省はまるで伏魔殿だと批判する外相の田中眞紀子と差し違える形で共に辞任した（鈴木宗男事件も参照）。
2002年駐英国公使兼英王立国際問題研究所（チャタム・ハウス）中東部シニアフェロー、2004年駐英国大使。2008年退官。同年6月よりみずほコーポレート銀行常任顧問。同年11月4日、第1回緊急首脳会議（金融サミット）を前に、行天豊雄と共に内閣官房参与に任命された。
2018年秋の叙勲で瑞宝重光章を受章。

## 同期
- 内藤昌平（駐ベルギー大使、儀典長）
- 沼田貞昭（駐カナダ大使、外務報道官）
- 浦部和好（駐エジプト大使、内閣官房副長官補、外務大臣官房長、欧亜局長）
- 孫崎享（駐イラン大使、国際情報局長）
- 齋藤正樹（駐ニュージーランド大使、領事移住部長）
- 大塚清一郎（駐スウェーデン大使、文化交流部長）

## 参考資料
- 秦郁彦『日本近現代人物履歴事典』（東京大学出版会）